# Дъчис (окръг, Ню Йорк)
Окръг Дъчис (на английски: Dutchess County) е окръг в щата Ню Йорк, Съединени американски щати. Площта му е 2137 km², а населението – 295 911 души към 1 април 2020 г. Административен център е град Пъкипсий.